# Leptodrymus pulcherrimus
Leptodrymus pulcherrimus är en ormart som beskrevs av Cope 1874. Leptodrymus pulcherrimus är ensam i släktet Leptodrymus som ingår i familjen snokar. Inga underarter finns listade i Catalogue of Life.
Arten är en stor och smal orm. Den lever i bergsskogar i Centralamerika. Leptodrymus pulcherrimus är sällsynt och det saknas uppgifter angående levnadssättet.
Utbredningsområdet sträcker sig från Guatemala till Costa Rica, främst vid Stilla havet. Arten hittas upp till 1300 meter över havet. Honor lägger ägg.
För beståndet är inga hot kända. IUCN listar arten som livskraftig (LC).